# Велгесхајм
Велгесхајм (њем. Welgesheim) општина је у њемачкој савезној држави Рајна-Палатинат. Једно је од 66 општинских средишта округа Мајнц-Бинген. Према процјени из 2010. у општини је живјело 624 становника. Посједује регионалну шифру (AGS) 7339065.

## Географски и демографски подаци
Велгесхајм се налази у савезној држави Рајна-Палатинат у округу Мајнц-Бинген. Општина се налази на надморској висини од 105 метара. Површина општине износи 2,0 km². У самом мјесту је, према процјени из 2010. године, живјело 624 становника. Просјечна густина становништва износи 307 становника/km².

## Међународна сарадња
| Мјесто | Држава    | Врста сарадње | Од    |
| ------ | --------- | ------------- | ----- |
|        | Француска | партнерство   | 1964. |
|        | Француска | партнерство   | 1964. |
| Извор  |           |               |       |